# Энг, Ульф
Ульф Энг (норв. Ulf Engh) — норвежский кёрлингист.
В составе мужской сборной Норвегии участник чемпионата мира 1965 (заняли шестое место). Чемпион Норвегии среди мужчин.
Играл на позиции четвёртого, был скипом команды.

## Достижения
- Чемпионат Норвегии по кёрлингу среди мужчин: золото (1965).

## Команды
| Сезон   | Четвёртый | Третий       | Второй       | Первый         | Турниры                      |
| ------- | --------- | ------------ | ------------ | -------------- | ---------------------------- |
| 1968—69 | Ульф Энг  | Арне Рамстад | Рольф Карлем | Перфинн Хансен | ЧНМ 1965 · ЧМ 1965 (6 место) |

(скипы выделены полужирным шрифтом)